# Лапше-Нижне (гмина)
Гмина Лапше-Нижне (пол. Gmina Łapsze Niżne)  —  сельская гмина (волость) в Польше, входит как административная единица в Новотаргский повет,  Малопольское воеводство. Население — 8746 человек (на 2004 год).

## Демография
Данные по переписи 2004 года:
| Перепись                         | Всего   | Всего | Женщины | Женщины | Мужчины | Мужчины |
| -------------------------------- | ------- | ----- | ------- | ------- | ------- | ------- |
| Единицы                          | человек | %     | человек | %       | человек | %       |
| Население                        | 8746    | 100   | 4413    | 50,5    | 4333    | 49,5    |
| Плотность населения (чел./кв.км) | 70,1    | 70,1  | 35,4    | 35,4    | 34,7    | 34,7    |

## Сельские округа
1. Фальштын
2. Фрыдман
3. Кацвин
4. Лапшанка
5. Лапше-Нижне
6. Лапше-Выжне
7. Недзица
8. Трыбш

## Соседние гмины
1. Гмина Буковина-Татшаньска
2. Гмина Чорштын
3. Гмина Новы-Тарг